# Howard Taylor Ricketts Award

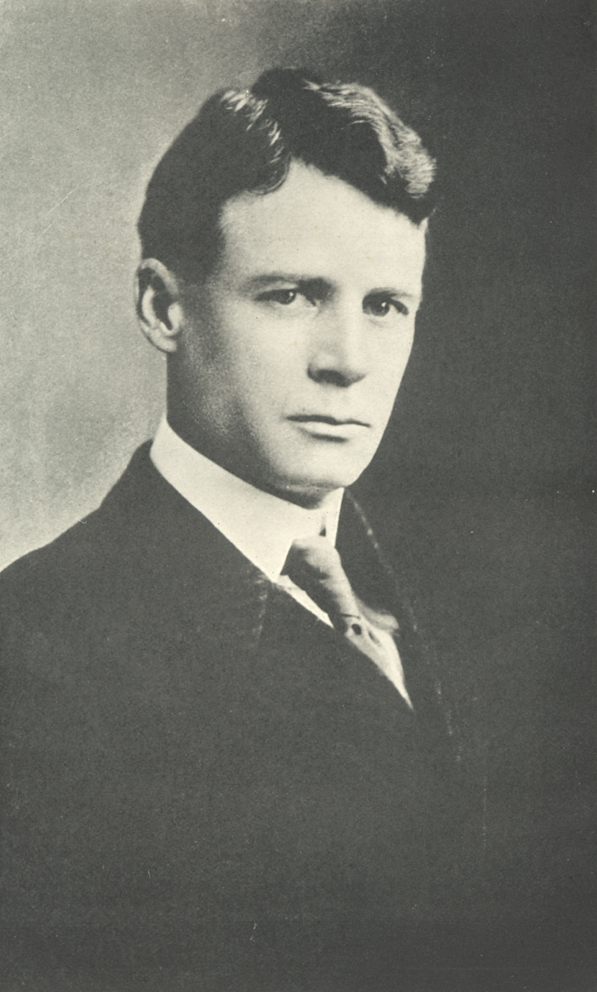
Howard Taylor Ricketts

Der Howard Taylor Ricketts Award (auch Howard T. Ricketts Prize and Lecture) ist eine wissenschaftliche Auszeichnung, die jährlich von der University of Chicago vergeben wird.

## Stiftungszweck
1912 stiftete die Witwe des Pathologen Howard Taylor Ricketts (1871–1910), Myra Tubbs Ricketts, 5000 US-Dollar an die University of Chicago. Die Stiftung war mit der Maßgabe verbunden, einen nach ihrem Mann benannten, jährlichen Preis zu vergeben. Während zunächst die Studenten der Universität mit den besten Ergebnissen in Pathologie und Mikrobiologie prämiert wurden, ging man Mitte der 1940er Jahre dazu über, Wissenschaftler auch außerhalb der University of Chicago in „Anerkennung herausragender Leistungen auf dem Gebiet der medizinischen Wissenschaften“ auszuzeichnen.
Stand 2022 ist die Auszeichnung mit 50.000 US-Dollar dotiert.

## Preisträger
- 1914 Esmond Ray Long, George Lester Kite, Julian Herman Lewis
- 1915 Maud Slye
- 1916 Oscar Jacob Elsesser
- 1917 Enrique Eduardo Ecker
- 1918 Harry Lee Huber
- 1919 Frederick William Mulsow
- 1920 Emanuel Bernard Fink
- 1921 Ivan Clifford Hall
- 1922 Louis Leiter
- 1923 Harry Montgomery Weeter, Lauretta Bender, Robb Spalding Spray
- 1924 Sara Elizabeth Branham
- 1925 Florence Barbara Seibert
- 1926 Gail Monroe Dack
- 1927 Casper Irving Nelson
- 1928 George William Bachman, James Roy Blayney
- 1929 George William Stuppy
- 1930 Arthur John Vorwald
- 1931 Guillermo Alfredo Pacheco
- 1932 William Burrows
- 1933 James Alexander Harrison, Oram Clark Woolpert
- 1934 Thomas Christman Grubb, Paul Eby Steiner
- 1935 Sion Woodson Holley, Floyd Stephen Markham
- 1936 Dan Hampton Campbell, John Perrigo Fox
- 1937 Winton Elizabeth Gambrell
- 1938 John Marshall Weir
- 1939 George Hartley, Jr.
- 1940 Harold Rawson Reames
- 1941 George Green Wright
- 1942 José Oliver-Gonzales
- 1943 Howard Carl Hopps, Leo Robert Melcher
- 1944 Paul Everett Thompson
- 1945 Maurice Ralph Hilleman
- 1946 Preston Ershell Harrison
- 1947 Robert William Wissler, Ned Blanchard Williams
- 1949 Ludvig Hektoen, Russell M. Wilder
- 1950 Simeon Burt Wolbach
- 1951 Herald R. Cox
- 1952 Thomas Francis junior
- 1953 Joseph Edwin Smadel
- 1954 John Rodman Paul
- 1955 Ernest W. Goodpasture
- 1956 John Clifford Bugher
- 1957 Jonas Edward Salk
- 1958 René Jules Dubos
- 1959 Albert B. Sabin
- 1960 Karl Friedrich Meyer
- 1961 Seymour Benzer
- 1962 John Franklin Enders
- 1963 Richard Edwin Shope
- 1964 Christopher Howard Andrewes
- 1965 Renato Dulbecco
- 1966 Charles Yanofsky
- 1967 Jerome W. Conn
- 1968 Robert J. Huebner
- 1969 Carroll M. Williams
- 1970 Robert A. Good
- 1971 Solomon A. Berson, Rosalyn S. Yalow
- 1972 Wilhelm Bernhard
- 1973 Robert M. Chanock
- 1974 Wallace P. Rowe
- 1975 John A. Clements
- 1976 Maurice Green
- 1977 David S. Hogness
- 1978 Purnell Choppin
- 1979 James Darnell
- 1980 Leroy Hood
- 1981 Hidesaburo Hanafusa
- 1982 George Streisinger
- 1983 Maurice Ralph Hilleman
- 1984 Robert A. Weinberg
- 1985 Phillip A. Sharp
- 1986 Marc W. Kirschner
- 1987 Michael G. Rossmann
- 1988 Mark M. Davis
- 1989 Piet Borst
- 1990 Nina V. Fedoroff
- 1991 Peter K. Vogt
- 1992 Ira Herskowitz
- 1993 Gerald M. Rubin
- 1994 Bert Vogelstein
- 1995 Stanley Falkow
- 1996 Elliott D. Kieff
- 1997 Barry R. Bloom
- 1998 Anthony S. Fauci
- 1999 Philippa Marrack
- 2000 Thomas D. Pollard
- 2001 John Collinge
- 2002 Joan Massagué Solé
- 2003 Thomas Wellems
- 2004 Joan A. Steitz
- 2005 Peter Palese
- 2006 Douglas A. Melton
- 2007 Anthony Pawson
- 2008 Ruslan Medzhitov
- 2009 Huda Zoghbi
- 2010 Alan Cowman
- 2011 C. David Allis
- 2012 Don W. Cleveland
- 2013 Susan Lindquist
- 2014 Jeffrey I. Gordon
- 2015 Bonnie L. Bassler
- 2016 Peter Donnelly
- 2017 Elaine Fuchs
- 2018 Robert G. Roeder
- 2019 Michael N. Hall
- 2022 Helen Haskell Hobbs
- 2023 Akiko Iwasaki
- 2024 Charles Zuker
- 2025 Ana Maria Cuervo[1]